# Hiroki Mutō
Pour les articles homonymes, voir Muto.
Hiroki Mutō (武藤 弘樹, Mutō Hiroki) est un archer japonais né le 26 juin 1997. Il a remporté avec Takaharu Furukawa et Yuki Kawata la médaille de bronze du tir à l'arc par équipes masculin aux Jeux olympiques d'été de 2020 à Tokyo.